# Dadil
Dadil ist eine Kultstätte im osttimoresischen Suco Catrai Caraic (Verwaltungsamt Letefoho, Gemeinde Ermera). Sie befindet sich beim Dorf Hatlipi. Hier liegen die Quelle des Wasserlaufs Dadil (tetum Bee Matan Dadil) und die darumliegenden Felsen (tetum Fatuk Dadil), die Namensgeber für den Ort und den Wasserlauf. In der Region leben die Menschen vor allem vom Kaffeeanbau.

## Kulturelle Bedeutung
Schlägt man auf den Felsen bei der Quelle, entsteht ein gongähnlicher Klang, wovon sich der Name herleitet. „Dadil“ bedeutet „Gong“ auf Mambai. Der Ort hat eine große kulturelle und spirituelle Bedeutung für die Einheimischen. Er gehört den traditionellen Clans (lisan) von Bihahi (Bihail) Hatlipi, Malikusa (Markusa), Kaibasa, Kaebau (Kaubibu). In einer jährlichen Zeremonie werden hier Schweine geopfert und um Wohlstand und Schutz für künftige Generationen gebeten. In Zeiten lang anhaltender Dürre sammeln die Lian Nain (deutsch Meister des Wortes) in traditionellen Zeremonien Wasser aus dieser Quelle, um Regen herbeizurufen.
Ein älteres Ehepaar aus dem Hause Bihail lebt an der Quelle und fungiert als Wächter des heiligen Ortes. Besucher müssen sich bei ihnen die Erlaubnis zum Zugang zur Stätte geben lassen. Vor dem Verlassen der Quelle führen die Wächter kleine Rituale durch, um Schutz und gute Energie zu garantieren.
Die Quelle liegt zwei Kilometer von der Straße entfernt. Nach einem Kilometer Fußweg führt ein schmaler Pfad zwischen zwei etwa sechs Meter großen Felsblöcken. Vor allem für jene, die das erste Mal die Quelle besuchen, ist es obligatorisch, sich zu bekreuzigen, bevor man die Engstelle passiert. Auf diese Weise bittet man die Natur und die Ahnen um Erlaubnis, den Ort zu betreten. Hier verschmelzen das heute dominierende Christentum und der traditionelle Glauben.
Während der indonesischen Besatzungszeit diente der Ort, wie auch verschiedene Höhlen in der Region, immer wieder als Zufluchtsort der Forças Armadas de Libertação Nacional de Timor-Leste (FALINTIL), des militärischen Arms der Unabhängigkeitsbewegung.

## Tourismus
Dadil wird touristisches Potential zugesprochen. Symbolisch übergeben Besucher kleine Geldbeträge von 25 oder 50 Cent. Das Geld wird dabei nicht als Eintrittsgebühr angesehen, sondern dient zum Kauf von Bua und Malus (traditionelle Gegenstände), die bei den Ritualen am Felsen und an der Quelle verwendet werden. Am heiligen Ort wird ein respektvolles Verhalten erwartet. Da es sich um die einzige Quelle in der Umgebung handelt, darf man sich im Wasser nicht die Hände und Füße waschen oder baden. Auch das Zelten ist am heiligen Ort nicht gestattet. Mit Besuchern, die sich nicht respektvoll verhielten, gab es bereits Probleme. Manche hinterlassen Abfälle, die die Wasserreinheit gefährden. Infrastruktur, wie Toiletten, fehlt.
Die Straßenverhältnisse in der Region sind sehr schlecht. Allein für die Fahrt von der Landeshauptstadt Dili nach Letefoho, dem Hauptort des Verwaltungsamtes, braucht man etwa sechs Stunden. Die Piste ist nicht asphaltiert und voller Schlaglöcher, weshalb die Einheimischen Motorräder für den Transport bevorzugen. Zur Quelle muss man zudem einen nicht leichten Weg von zwei Kilometern über Felsen laufen, bevor man an den Kultplatz kommt. Für die Strecke braucht man etwa eine Stunde. Auf dem Weg passiert man einen großen Felsen, der die Form eines Büffels hat. Hier steht eine traditionelle Hütte, in der Kleidung und landwirtschaftliche Erzeugnisse wie Mais, Kartoffeln und Bohnen gelagert werden, um sie vor Javaneraffen zu schützen. Andere Felsen erinnern an Krokodile und Büffel, die auf die Felsen zu klettern scheinen.
Vor der Quelle liegt ein großer, an den Felsen gelehnter Baumstamm, über den Besucher klettern müssen. Von hier aus kann man das klare Wasser sehen, das von oben aus den Felsen fließt. In der Mitte des kleinen Wasserbeckens, in dem sich zwischen den Felsen Wasser sammelt, wächst ein Baum, der Onu'u genannt wird. Der Dadil-Felsen, der den gongähnlichen Klang erzeugt, befindet sich oberhalb des Wasserbeckens. Der Klang ist bis zu 50 Meter weit zu hören. Wenn man mit einer Eisenstange auf den Felsen schlägt, ist der Klang noch lauter.